# Megan Is Missing
Pour plus de détails, voir Fiche technique et Distribution.
Megan Is Missing est un film américain écrit et réalisé par Michael Goi, sorti en 2011.

## Synopsis
Megan Stewart, une jeune adolescente de 14 ans, se fait kidnapper par un homme du nom de Josh après avoir discuté avec celui-ci sur Internet. Dès lors, la vie de sa meilleure amie, Amy Herman, est en grand danger.

## Fiche technique
- Titre : Megan Is Missing
- Réalisation : Michael Goi
- Scénario : Michael Goi
- Production : Trio Pictures
- Musique :
- Pays d'origine :  États-Unis
- Langue d'origine : Anglais américain
- Genre : Drame, horreur, thriller
- Lieux de tournage : Los Angeles, Californie, États-Unis
- Durée : 85 minutes
- Date de sortie : 
  -  États-Unis mai 2011

## Distribution
- Amber Perkins : Amy Herman
- Rachel Quinn : Megan Stewart
- Dean Waite : Josh
- April Stewart : Joyce Stewart
- Jael Elizabeth Steinmeyer : Lexie
- Kara Wang : Kathy
- Brittany Hingle : Chelsea
- Carolina Sabate : Angie
- Trigve Hagen : Gideon
- Rudy Galvan : Ben
- John K. Frazier : Bill Herman
- Tammy Klein : Louise Herman
- Lauren Leah Mitchell : Callie Daniels
- Jon Simonelli : détective Simonelli
- Craig Stoa : Leif Marcus